# Más que plata
Más que plata es un cortometraje documental dirigido por Carlos Agulló que narra el viaje a Pune (India) en febrero de 2017 por parte de las cinco componentes del conjunto español de gimnasia rítmica subcampeón olímpico en Río 2016 (Sandra Aguilar, Artemi Gavezou, Elena López, Lourdes Mohedano y Alejandra Quereda), conocido como el Equipaso. Está producido por la Real Federación Española de Gimnasia. Se preestrenó el 12 de diciembre de 2017 en el Cine Estudio del Círculo de Bellas Artes de Madrid, con la presencia de las subcampeonas olímpicas, y de forma oficial el 16 de marzo de 2018 en la Semana de Cine de Medina del Campo. El 6 de enero de 2019 se estrenó por televisión en Teledeporte.

## Sinopsis
El documental narra el viaje de 5 días de duración por parte de las cinco componentes del conjunto español de gimnasia rítmica subcampeón olímpico en Río 2016, a la ciudad de Pune (India) en febrero de 2017, donde enseñaron sus conocimientos y compartieron vivencias con un equipo principiante local.

## Rodaje

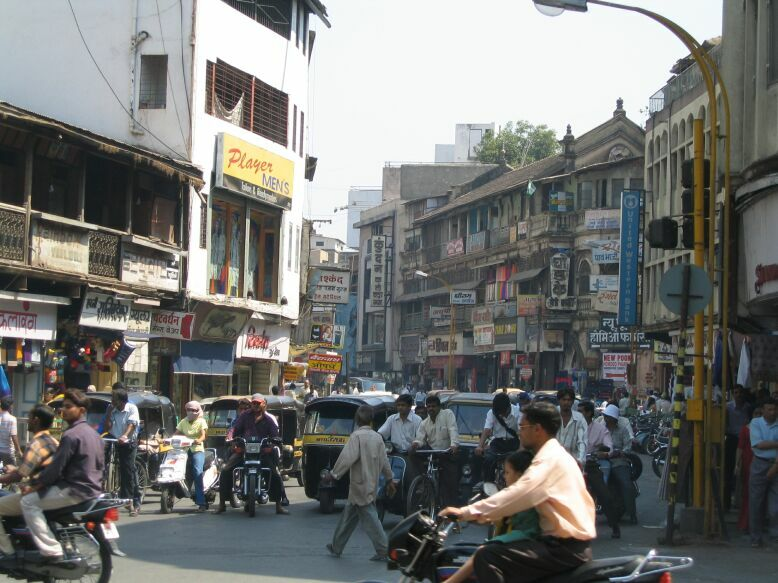
Pune, ciudad india donde se rodó el documental.

Durante la primera semana de febrero de 2017, con el objetivo de desarrollar un proyecto social, las cinco integrantes del conjunto español viajaron a Pune (séptima ciudad más poblada de India) para trabajar durante 5 días con un equipo local de gimnasia rítmica. La Real Federación Española de Gimnasia contactó con el director de cine Carlos Agulló (Plot for Peace, Los demás días) para que también se desplazara con un equipo de filmación con el objetivo de registrar el viaje en un documental. El cineasta ya había trabajado con la RFEG en dos vídeos promocionales: «El sueño de volar» (2015) y «A ritmo de Río» (2016). Agulló manifestó que «El mensaje de fondo y cómo se cuenta es mío, pero la idea de hacer un documental y llevárnoslas a India ha sido el fruto de años con la Federación y una confianza que hemos ido ganando». El director ha contado a los medios algunas de las dificultades y características del rodaje:

«Fueron para enseñar técnicas de entrenamiento y al final descubrieron todo lo que habían aprendido [...] Personas que, a priori, no tienen nada que ver, comparten un espíritu de equipo, conectan y se va viendo el crecimiento y la intensidad del vínculo que crean. Eran niñas con pocos recursos [...] tenían una alfombra sobre hormigón y con agujeros. De hecho, el primer día las españolas temían lesionarse metiendo el pie en alguno de ellos».

Más tarde se contactó a Zeltia Montes, candidata a mejor canción original en los Premios Goya 2017, para que realizara la partitura del documental, que mezcla sonidos indios y flamencos.

## Estreno
El 27 de noviembre de 2017 se anunció el nombre del documental y el cartel del mismo. El presidente de la RFEG, Jesús Carballo, manifestó en la nota de prensa que Más que plata «reflexiona y promueve la importancia de ponerse en el lugar de los demás, para entender el mundo con una perspectiva más justa, solidaria y enriquecedora». El 30 de noviembre la Real Federación Española de Gimnasia compartió el tráiler del cortometraje en su página de Facebook.
El documental se preestrenó el 12 de diciembre de 2017 en el Cine Estudio del Círculo de Bellas Artes de Madrid, con la presencia de las subcampeonas olímpicas, el equipo técnico del conjunto, el presidente de la RFEG Jesús Carballo, el equipo de la película, la gimnasta Carolina Rodríguez (que presentó el estreno y realizó una exhibición), Polina Berezina y el conjunto español sénior, que realizaron una exhibición para cerrar el acto. El 16 de marzo de 2018 se estrenó en la Semana de Cine de Medina del Campo. El 22 de marzo de 2018 se estrenó el videoclip del tema principal, «The Dream of Flying», compuesto por Zeltia Montes e interpretado por Krysta Youngs.
A lo largo de diciembre de 2018 se pudo ver en cines de Logroño, Alicante, Bilbao y Madrid. El 6 de enero de 2019 se estrenó por televisión en Teledeporte.

## Recepción

### Premios y nominaciones
| Año  | Premio                                                                 | Categoría                   | Candidato(s)  | Resultado | Ref(s) |
| ---- | ---------------------------------------------------------------------- | --------------------------- | ------------- | --------- | ------ |
| 2018 | II Certamen de Artes Creativas, Actividad Física y Deporte «CreaSport» | Mejor banda sonora original | Zeltia Montes | Ganador   | [ 10 ] |
| 2018 | II Certamen de Artes Creativas, Actividad Física y Deporte «CreaSport» | Mejor fotografía            | Rita Noriega  | Ganador   | [ 10 ] |

## Reparto

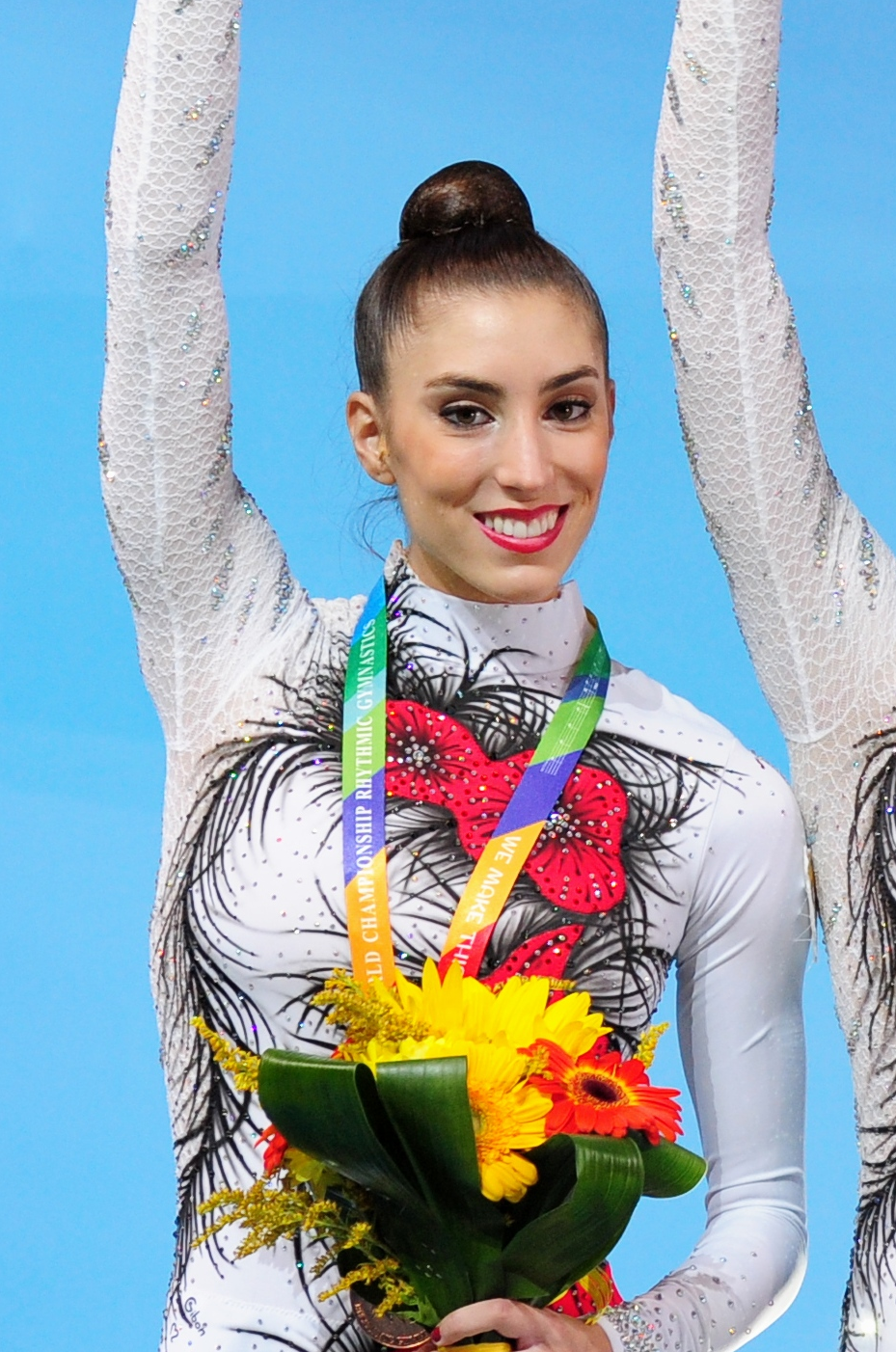
Sandra Aguilar
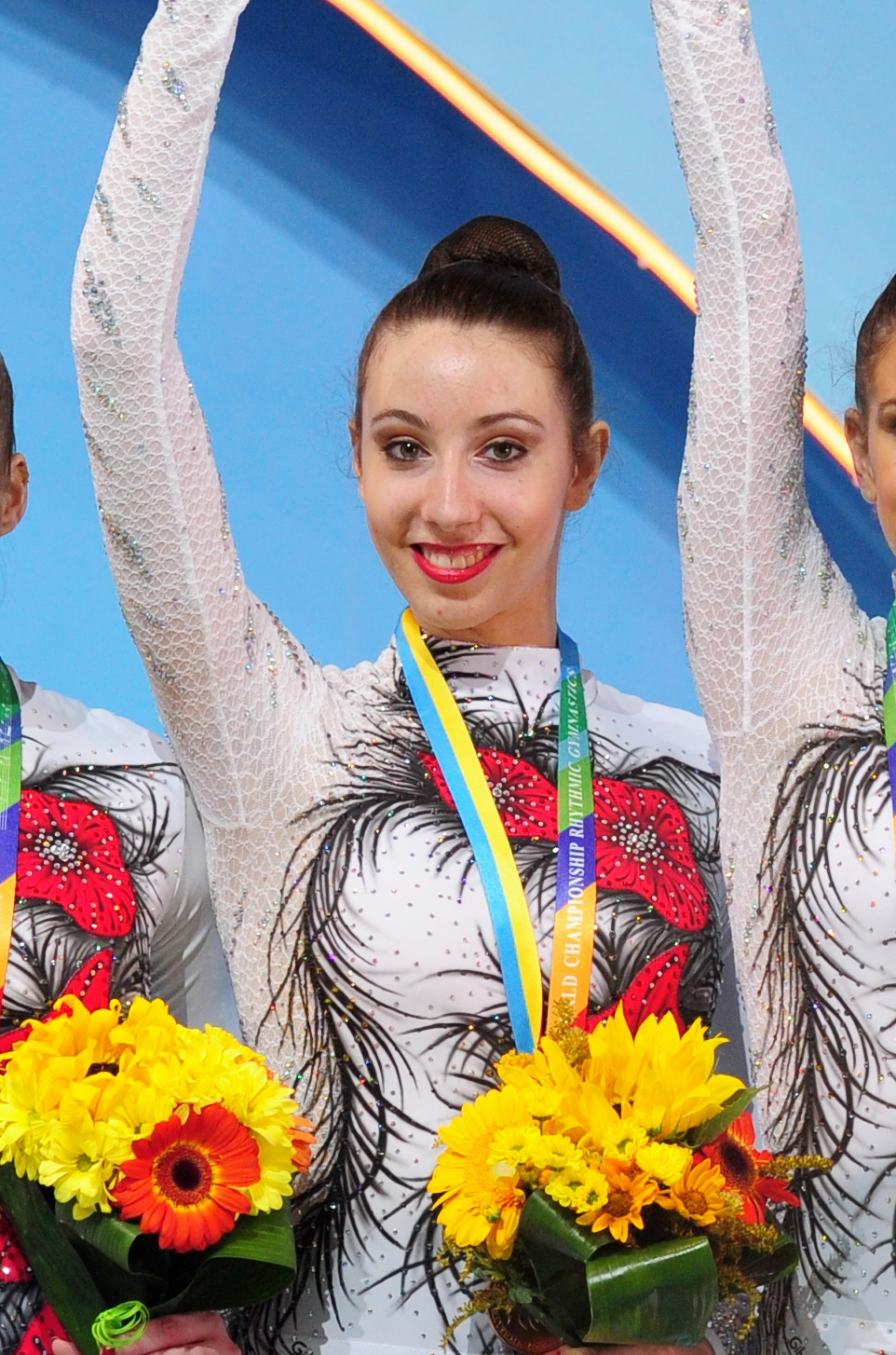
Artemi Gavezou
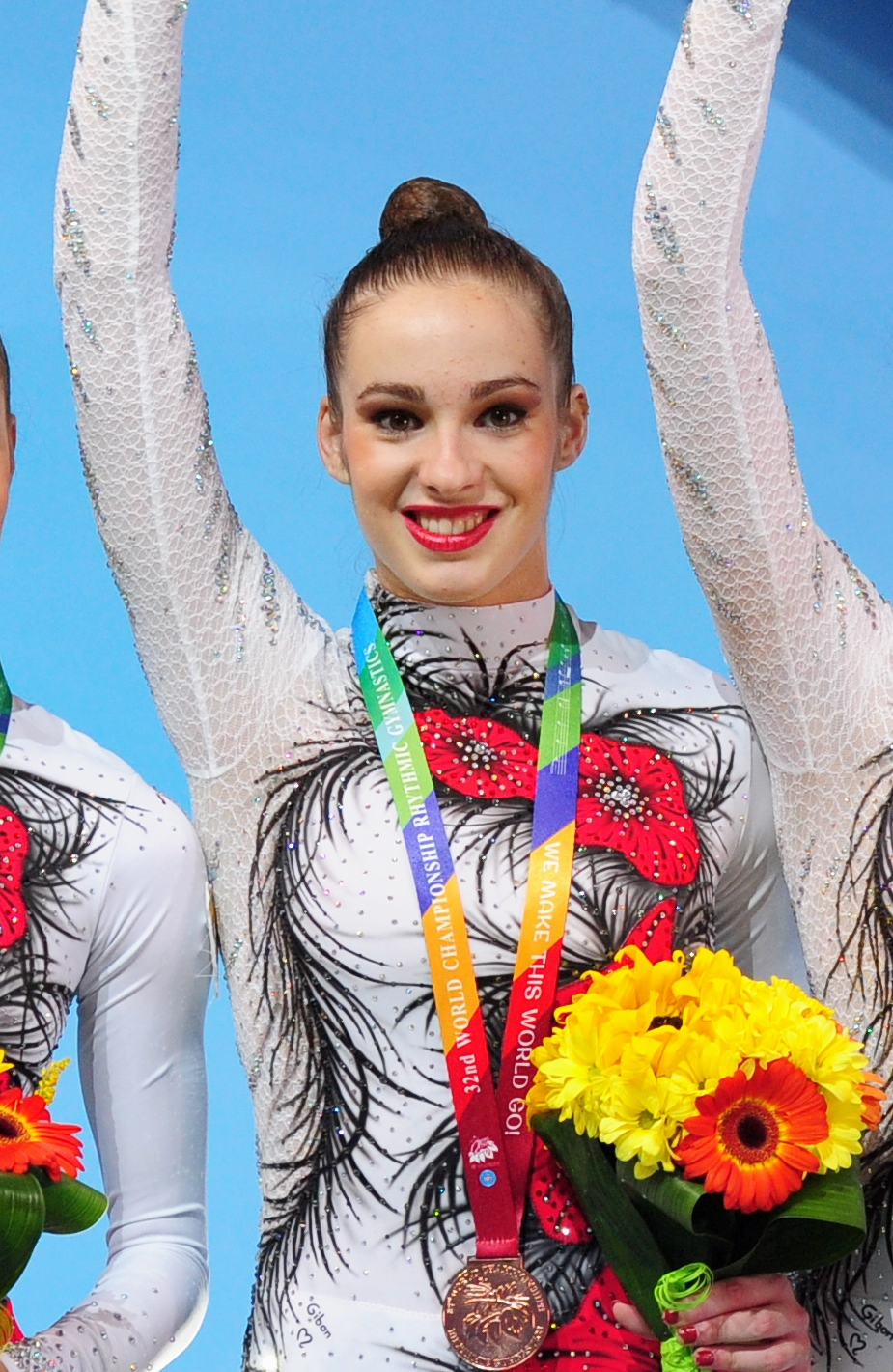
Elena López
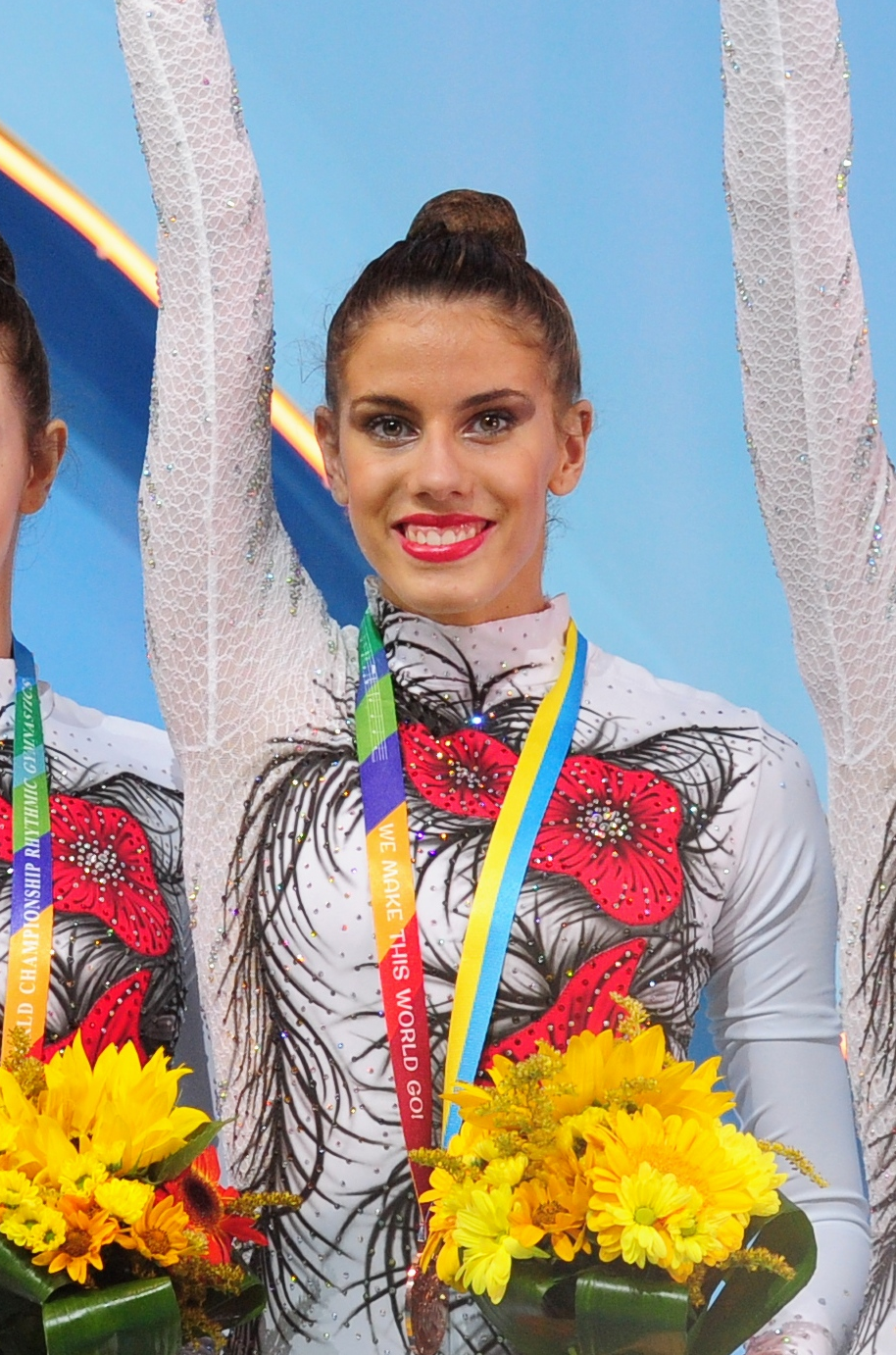
Lourdes Mohedano
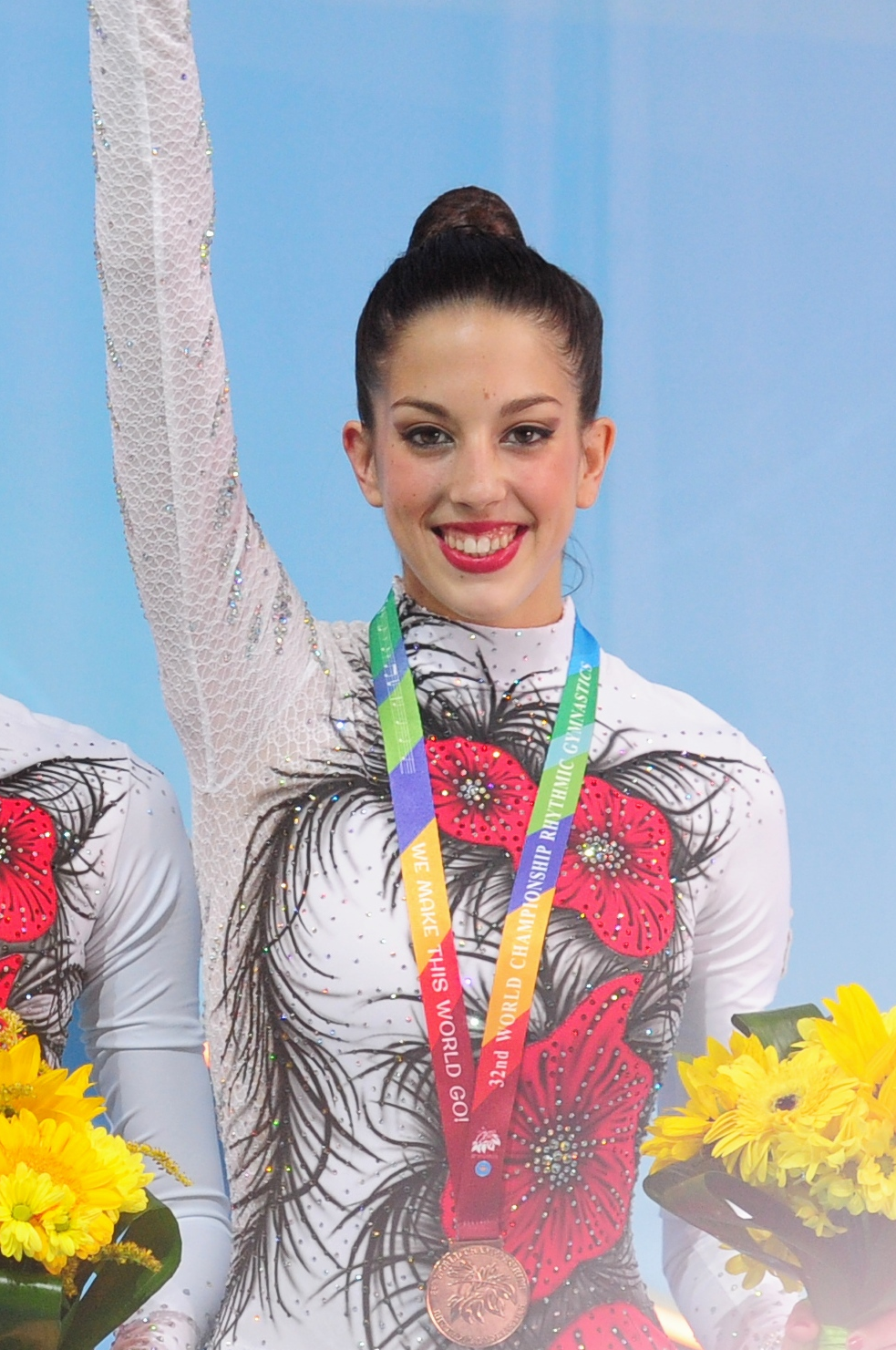
Alejandra Quereda
- Savita Marathe (entrenadora del equipo local)
- Richa Chordia
- Maithili Karande
- Sejal Khedekar
- Sai Khond
- Shreya Mulekar
- Janhavi Verma

- Sandra Aguilar
- Artemi Gavezou
- Elena López
- Lourdes Mohedano
- Alejandra Quereda

## Equipo técnico
- Dirección: Carlos Agulló

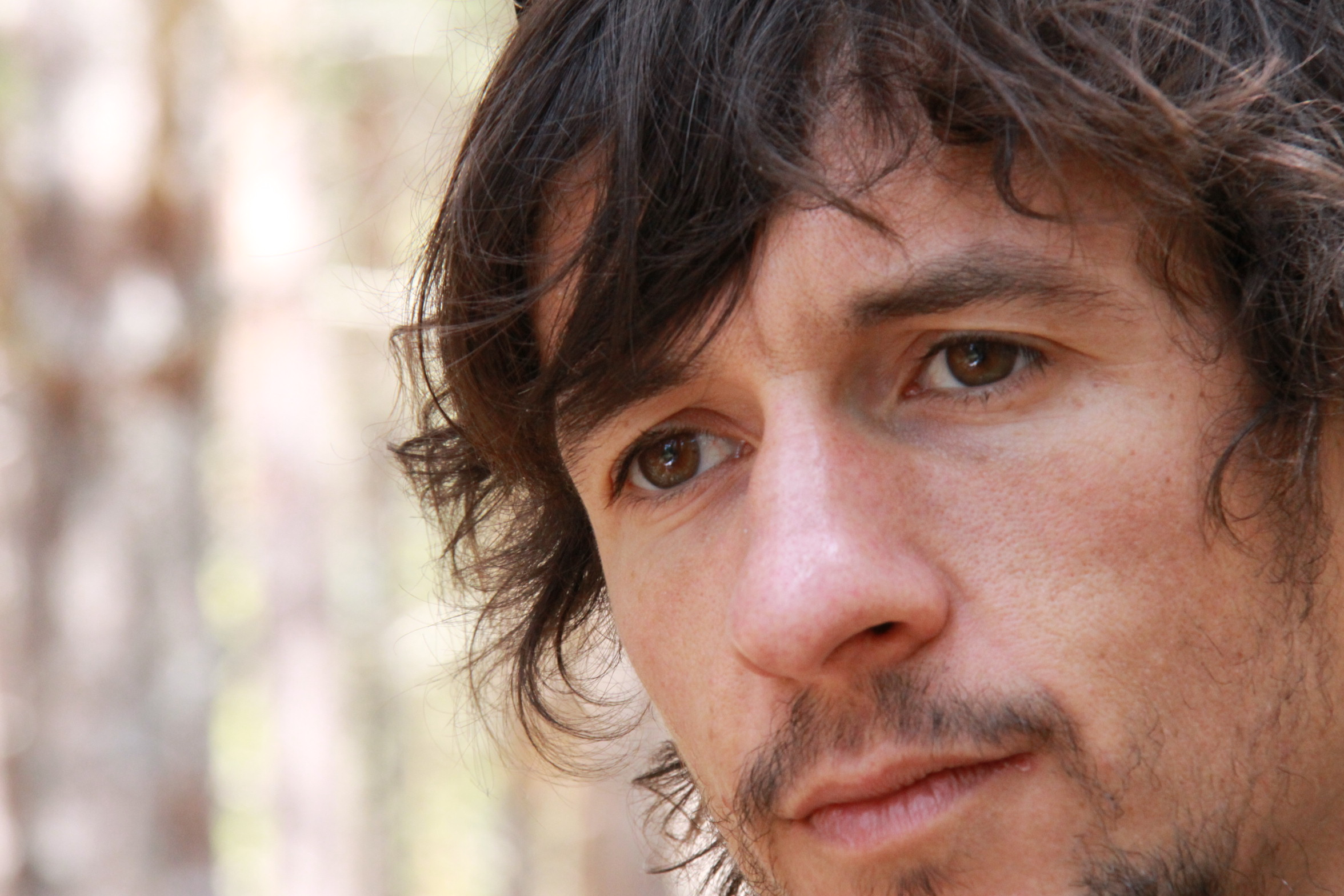
Carlos Agulló, director de Más que plata.

- Producción: Real Federación Española de Gimnasia
- Producción ejecutiva: Ana Embid
- Guion: Ana Embid y Carlos Agulló
- Montaje: Carlos Agulló y Sergio Candel
- Postproducción digital: Paulino Fernández Ibáñez
- Sonido: Sergio Candel y José Luis Lara
- Fotografía: Rita Noriega
- Música: Zeltia Montes

## Ficha técnica
- Duración: 27 minutos
- Color: Color
- Formato: 2.35:1